# Karusel'
Karusel' (in russo Карусель?) è il quinto album in studio della cantante russo-statunitense Ljubov' Uspenskaja, pubblicato il 9 marzo 1996 dalla Master Sound Records e Sojuz.

## Tracce
1. Karusel' (con Slava Medjanik) – 4:39 (testo: Regina Lisic – musica: Igor' Azarov)
2. Stena chrustal'naja – 3:32 (testo: Nikolaj Zinov'ev – musica: Aleksandr Luk'janov)
3. Laguna – 3:06 (testo: Regina Lisic – musica: Igor' Azarov)
4. Padaet sneg – 3:57 (Rudol'f Grossman)
5. Koleso fortuny – 3:03 (testo: Boris Šifrin – musica: Arkadij Ukupnik)
6. Rasskaži mne, mama – 4:38 (testo: Julija Kadyševa – musica: Arkadij Ukupnik)
7. Poslednee pis'mo – 5:01 (testo: Oleg Gegel'skij – musica: Arkadij Ukupnik)
8. Ja sam po sebe – 3:35 (testo: Igor' Šaferan – musica: Georgij Movsesjan)
9. Gorodskoj šalman – 3:23 (testo: Kirill Krastoševskij – musica: Arkadij Ukupnik)
10. Nostal'gija – 4:38 (testo: Andrej Artem'ev – musica: Rafaèl' Bešarov)
11. Mužiki – 3:29 (testo: Michail Tanič – musica: Arkadij Ukupnik)
12. Батюшка – 3:50 (testo: Michail Tanič – musica: Sergej Koržukov)

## Formazione
- Ljubov' Uspenskaja – voce
- Aleks Mostepan – chitarra
- Igor' Chomič – chitarra
- Aleksej Zubkov – sassofono
- Anatolij Boldyrev – sassofono
- Mrija Kac – cori
- Gli Arbat – cori